# Autrans
Autrans est une ancienne commune française située dans le département de l'Isère en région Auvergne-Rhône-Alpes, devenue, le 1er janvier 2016, une commune déléguée de la commune nouvelle de Autrans-Méaudre en Vercors.
Elle fut autrefois rattachée à l'ancienne province du Dauphiné.
Le territoire du village d'Autrans est situé dans le massif du Vercors septentrional, également connu sous le vocable des Quatre-Montagnes ou du Val de Lans. Ce secteur est la zone du massif la plus développée économiquement et démographiquement. Elle est bien desservie par un réseau routier qui la relie à la vallée de l'Isère et aux grandes métropoles de la région (Grenoble, Valence).
Ses habitants se dénomment les Autranais et les Autranaises.

## Géographie

### Situation
Autrans est un village du massif du Vercors. Le territoire d'Autrans fait partie du parc naturel régional du Vercors.
Le bourg, situé dans une grande clairière, et l'ensemble de ses hameaux occupent le val de Méaudre, drainé par un affluent de la Bourne, le Méaudret. Le territoire de la commune est encadré par de nombreuses montagnes de moyenne altitude dont les sommets ne dépassent pas 1 800 m, la Sure, le bec d'Orient, le sommet de Plénouze, la Molière.

### Hameaux de l'ancienne commune
| - l'Achard - les Ronins - les Prud'hommes - Villeneuve - Eybertière - le Bourg du-dessus - les Eperouses - le Bourg du dessous - le Bouchet - le Truc | - Andrevière - les Gonnets - les Tranchants - les Vernes - les Gaillards - le Mollaret - le Tonkin - les Franques - Payenat - Écharlière |

### Hydrographie

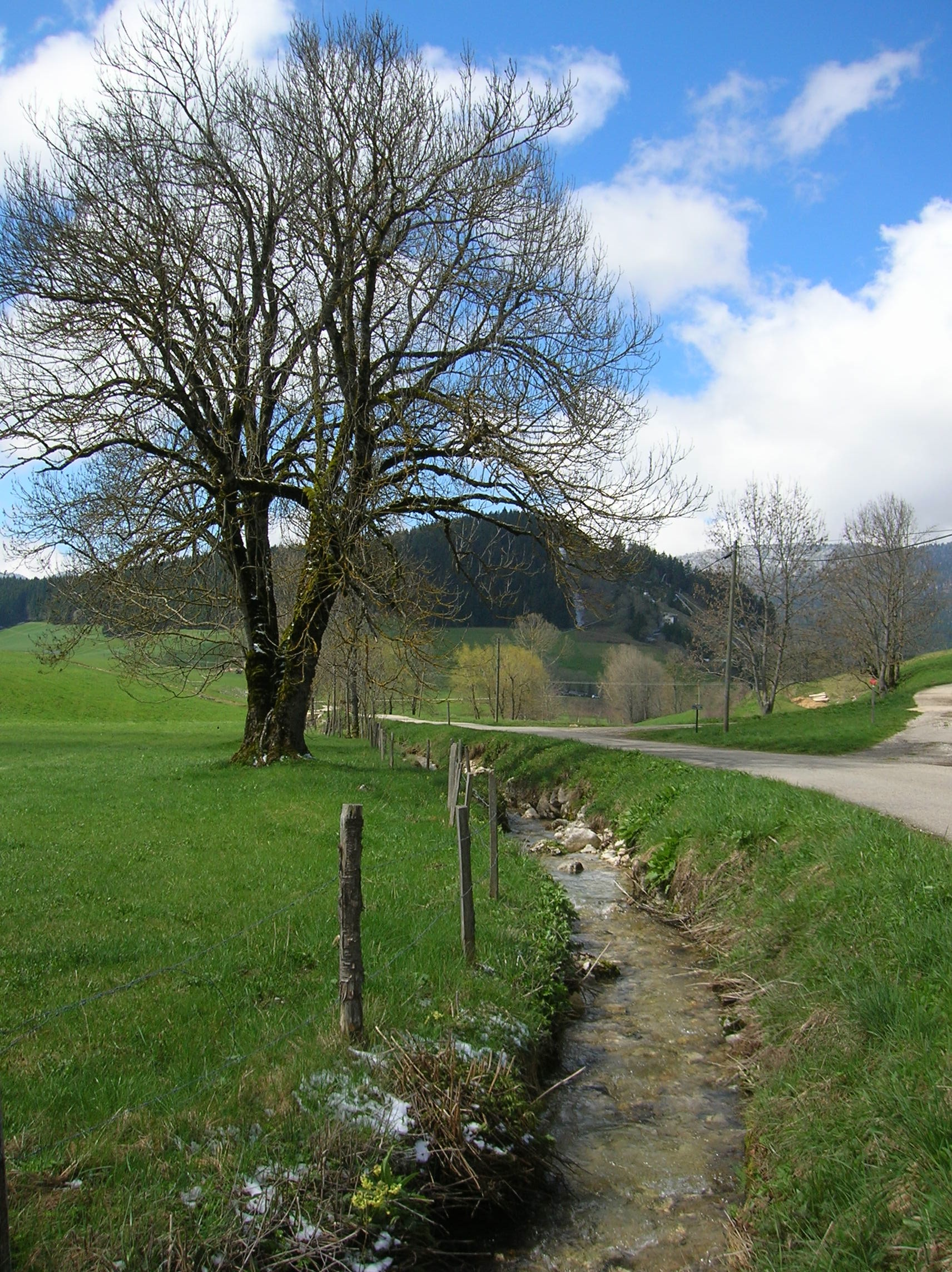
Le ruisseau du Bouchet.

Plusieurs ruisseaux prennent naissance sur le territoire autranais :
- Le ruisseau des Rivaux
- Le ruisseau de la Périnière
- Le ruisseau de Plagneux
- Le ruisseau du Bouchet

Ils confluent tous vers le Méaudret qui traverse le bourg d'Autrans. Le Méaudret devient à son tour un affluent dans la Bourne en amont de Villard-de-Lans. Une station d'étude hydrologique du Méaudret (n°W3315010) est située à Méaudre depuis 1972, elle permet notamment d'obtenir la côte et le débit horaires du cours d'eau.
Du fait de sa situation sur un sol de nature karstique, Autrans dispose d'un important réseau hydrographique souterrain. Ce dernier est notamment connu grâce aux relevés de quatre stations de mesure des eaux souterraines.

## Communications et transports

### Réseau routier
La commune est desservie par la route départementale 531, par la route départementale 106 qui relie Méaudre à Autrans, en provenance du sud (Royans, Valence, Diois) et par la route départementale 531, puis 106 qui relie Autrans à Sassenage, en provenance de l'est (Grenoble, Grésivaudan).
Les D 531 et D 106 traversent le Vercors et sont les moyens d'accès à Autrans, depuis la vallée du Rhône (Valence), comme depuis la vallée du Grésivaudan (Grenoble).
La route départementale 218 qui reliait autrefois Saint-Quentin-sur-Isère à Autrans est aujourd'hui fermée au tunnel du Mortier à la suite d'un éboulement qui en 1992 emporte une portion de la route en aval du tunnel au-dessus de Montaud.

### Transport routier
La commune est desservie par :

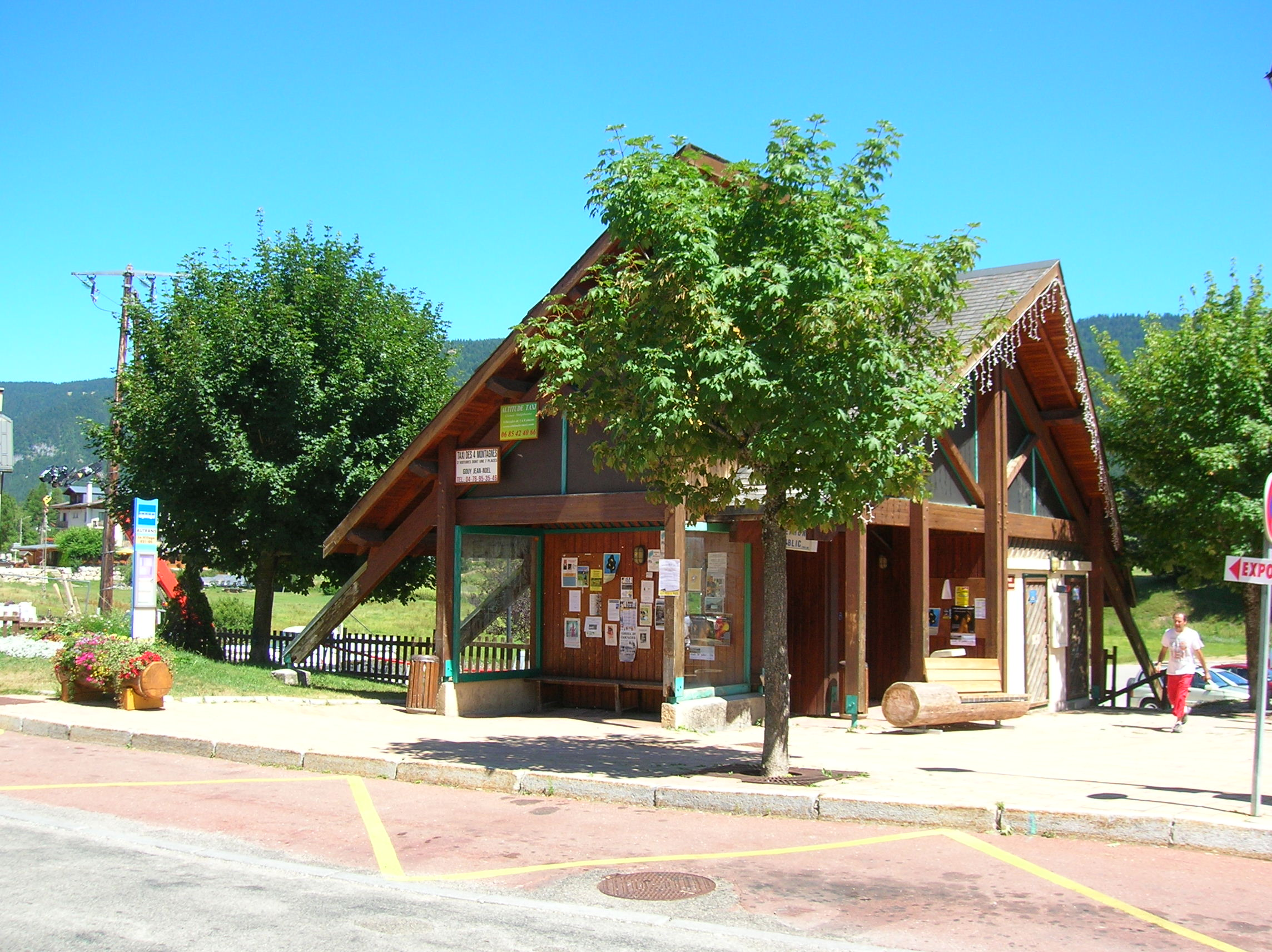
L'arrêt « Le Village » à Autrans.

- la ligne Transisère T66 qui relie Lans-en-Vercors et Villard-de-Lans à Autrans (le village) et Méaudre (la place)[5].
- une navette assurant l'hiver la liaison entre Autrans centre et les domaines skiables alpin et fond.

### Projets de transport alternatif
À noter le lancement d'une éventuelle étude sur un nouveau moyen transport pour le plateau, le téléphérique qui pourrait relier Lans-en-Vercors avec l'agglomération grenobloise au niveau du territoire de la ville de Fontaine. Une étude a été proposée par la Métro (Grenoble-Alpes Métropole), mais ce projet fait l'objet (en mars 2013) d'une certaine controverse.

### Transport ferroviaire
La gare ferroviaire la plus proche est la gare de Grenoble qui est située à 36 km de la commune.

### Transport aérien
L'aéroport le plus proche est l'aéroport de Grenoble-Isère situé à environ 72 km. Il est possible de rejoindre cet aéroport par le car Transisère en transitant par la gare routière de Grenoble.
L'aéroport de Lyon-Saint-Exupéry et son hub régional, quatrième aéroport français, lui aussi relié par une ligne de car (mise en place avec le concours du conseil régional de Rhône-Alpes) avec la gare routière de Grenoble, sont situés à 110 km.

### Sentiers de randonnées
Le territoire communal est traversé par :
- le sentier de grande randonnée 9 ;
- le sentier de grande randonnée de pays : Tour des Quatre Montagnes.

## Toponymie
Le nom de la localité est attesté successivement sous les formes Austran au XIe siècle, puis Austrannum  au XIIe siècle puis Otrans au XVIIe siècle.
Albert Dauzat y voit une anthroponyme germanique pris absolument, du type *Aust-hramm (pour lui, non attesté), basé sur les éléments AUST[R] « est, orient » (cf. Austreberthe) et HRAMN « corbeau » (cf. Bertrand). Cette hypothèse est reprise par certains toponymistes, puisque Austramnus est bien attesté, par exemple dans une charte de Thibaut, comte et abbé de Saint-Julien d'Angers. L'évolution phonétique Austramn[us] > Austrann[um] > Austran > Autran[s] ne pose pas de problème particulier.

## Histoire

### Héraldique
|  | Taillé: au premier burelé d’argent et d’azur de 10 pièces, brochant sur le tout un lion de gueule, armé, lampassé et couronné d’or, au deuxième d'azur au cristal de neige argent. |

### Préhistoire
La trace de civilisation humaine est attestée dans le val d'Autrans-Méaudre depuis la période Epipaléolithique (Azilien 10 000 à 9500 av. J.-C.). De nombreux outils et silex issus de cette période ont été retrouvés dans les grottes de la Passagère et de Colomb, près de Grillat en direction de Méaudre. Des restes de rennes et de bouquetins confirment la présence de chasseurs de marmottes qui devaient s'établir dans les montagnes à la belle saison.
Les importants ateliers de taille retrouvés dans le Vercors Sud, mais également dans le val de Lans ou à Autrans témoignent également d'une présence humaine ancienne.
Sur certains rochers, notamment dans la grotte de la Ture ou encore dans le Puits aux Écritures de Gève, on peut voir des signes ésotériques que des bergers auraient gravés en des temps très anciens.

### Moyen Âge
La preuve la plus ancienne d'une sédentarisation humaine à Autrans réside dans la découverte d'une motte castrale. Ce système défensif implanté sur un relief plus ou moins aménagé, constitué d'une tour en bois entourée de palissade, servait de remparts aux paysans en cas de danger extérieur. La motte castrale est l'expression d'un pouvoir territorial dirigé par un lignage familial local. Le pouvoir féodal prend ainsi naissance dans le val d'Autrans.
À Autrans, en plus de la motte castrale, les fouilles archéologiques ont mis en évidence l'existence de deux maisons fortes, qui ont pu elles aussi, être occupées par des seigneurs locaux.
Le cartulaire de Saint-Hugues mentionne l'existence d'une église, dite de Chiaradesco, au début du XIIe siècle. À ce jour, aucune trace des fondations de l'église de Chiaradesco n'a été retrouvée. Toutefois, la mention de cette église nous renseigne quant à l'appellation du village, Austran.
Les informations restent assez rares avant le XVe siècle. En 1338, nous savons cependant que le village d'Autrans ne dépendait pas encore des seigneurs de Sassenage, puisqu'il était rattaché à la seigneurie d'Arces de Saint-Ismier.
Ce n'est qu'en 1479 que les possessions de la famille d'Arces et d'autres familles nobles furent acquises par le baron de Sassenage.
Grâce aux terriers entretenus par les seigneurs de Sassenage, nous savons que le village d'Autrans comptait quatre à cinq cents habitants, agriculteurs pour la majorité et regroupés en communautés familiales hiérarchisées et exploitant de maigres terres divisées à l'extrême.
Ce qui constitue l'essentiel des sources du Moyen Âge pour Autrans, c'est surtout la relation de ses habitants avec les forêts. Une large part de la population autranaise vivait en effet du commerce du bois. La vente du bois et son acheminement dans la vallée de l'Isère était pratiqué depuis le XIVe siècle.
Les seigneurs de Sassenage n'admettaient pas bien sûr ce commerce lucratif qui s'organisait sans lui. Mais l'habitude était déjà prise, et malgré les quelques procès intentés, le travail forestier demeura une activité commerciale fondamentale pour les Autranais jusqu'au XIXe siècle.

### Époque contemporaine
Répartis au niveau du hameau de l'Église, au Bouchet et aux Prud'hommes, on dénombre sur le cadastre napoléonien de 1833, six moulins en activité. En 1890, quatre ateliers de scierie étaient encore en activité.
Le cadastre met aussi en évidence une vie communautaire autour de l'église, avec la présence de trois cabarets, de commerces et d'artisans.
La population d'Autrans a pratiquement doublé au cours du XVIIIe siècle, et le village compte 1200 habitants en 1850. Partout, des familles nombreuses, souvent plus de dix enfants, des lopins de terre trop petits pour le labour, la forêt toute proche ou l'on va chercher le complément, des maisons basses ou tout le monde s'entasse… Pour le monde paysan, la vie n'avait guère changé depuis les siècles derniers.
On remarque aussi la présence de hameaux écartés, ou les habitants sont encore plus modestes, marginaux pour certains, subsistants grâce au pillage des bois. C'était aussi à partir de hameaux excentrés, comme celui de l'Achard, que partaient les troupeaux pour gagner les alpages en suivant les chemins ancestraux.
Ainsi, au rythme des saisons, la vie des Autranais était partagée entre les diverses tâches agricoles et forestières.
Au XXe siècle, Autrans se mue en un village plus moderne, et l'activité commerciale et artisanale se diversifie.

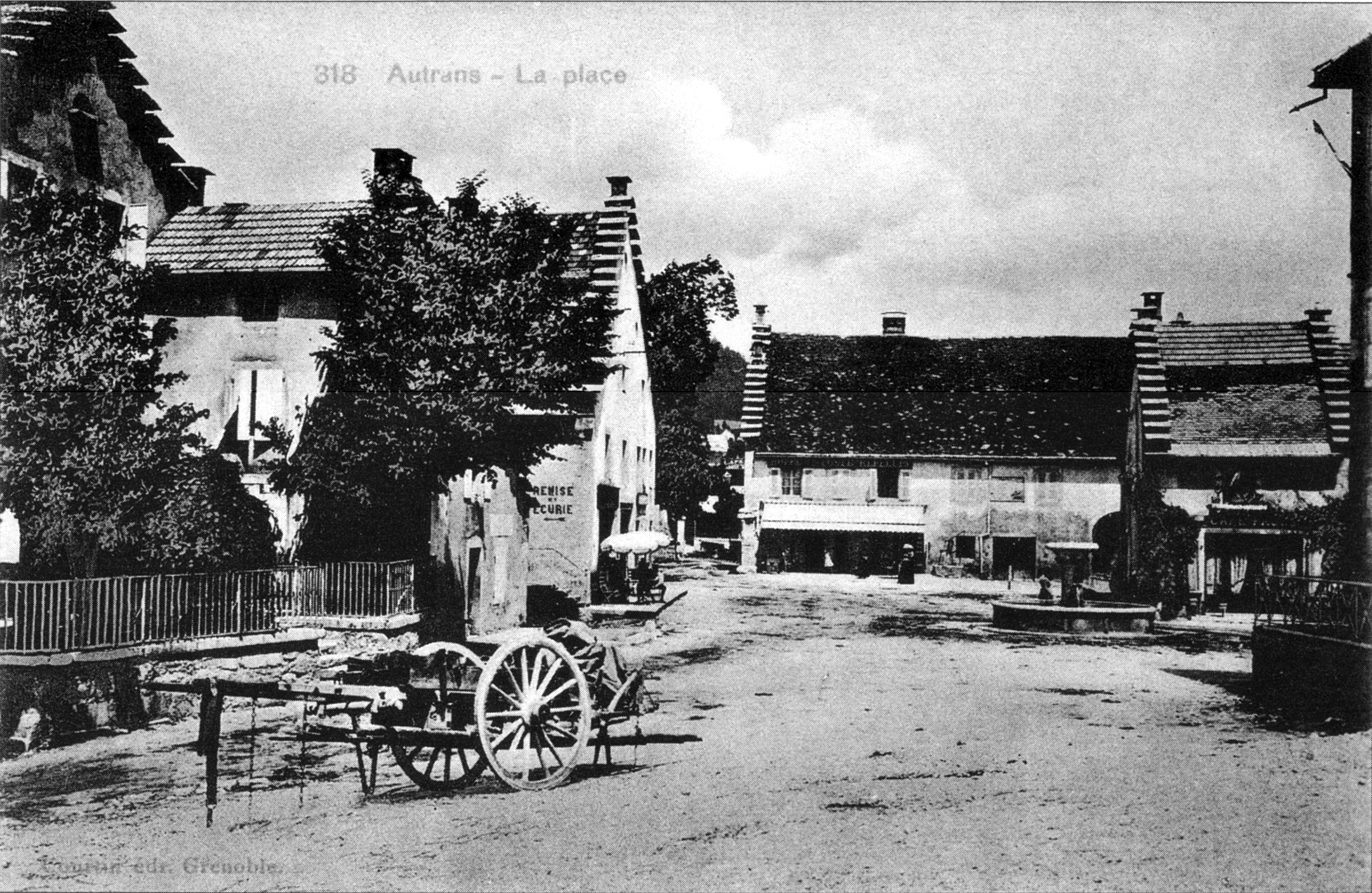
La place au début du XXe siècle.

En 1933, Le Département de l’Isère décide, en accord avec le Comité départemental de lutte contre la tuberculose, de créer un préventorium. Pour nourrir l’idée, Léon Perrier, président de l’assemblée départementale, visite quelques édifices de ce type. Après avoir envisagé de l’installer dans un édifice existant, la construction d’un nouvel édifice (de 200 lits), adjoint d’une colonie de vacances (de 400 lits) est acté. La situation climatique bénéfique, la proximité de Villard-de-Lans et l’acquisition du terrain de 7 hectares proposé par la municipalité d’Autrans en 1935 permettent la réalisation du projet, qui est mis au concours en 1936. La proposition de l’architecte parisien et second prix de Rome Pierre Myassard, est choisie parmi les 43 présentées. La colonie ouvre en 1936 et le préventorium en 1942, après trois ans de travaux de construction.
Conjointement à l'installation du préventorium, des maisons pour enfants fleurissent à Autrans, et des familles accueillent pour un temps des enfants atteints de maladies respiratoires, d'asthme, de tuberculose…

#### Jeux olympiques de Grenoble en 1968
Avec l'arrivée des Jeux olympiques à Grenoble en 1968, Autrans est désignée pour accueillir les épreuves de ski de fond, de biathlon et de combiné nordique.
Pour beaucoup de Français, ces images de ski nordique à Autrans ont été une révélation. Cela devait marquer le début du développement du ski de fond en France et partout en Europe.
L'accueil des épreuves des Jeux olympiques à Autrans eu pour effet d'élever le village au rang de capitale du ski nordique français. Dès lors, le tourisme sportif se développa massivement dans la commune qui s'investit immédiatement des infrastructures les plus modernes.
Une certaine tradition nordique voit ainsi le jour à Autrans, puisque la majorité des enfants et adolescents pratiquent une activité nordique. D'ailleurs, de très nombreuses Autranaises et Autranais ont été membres des différentes équipes de France de ski et ont remporté nombre de titres nationaux et olympiques.

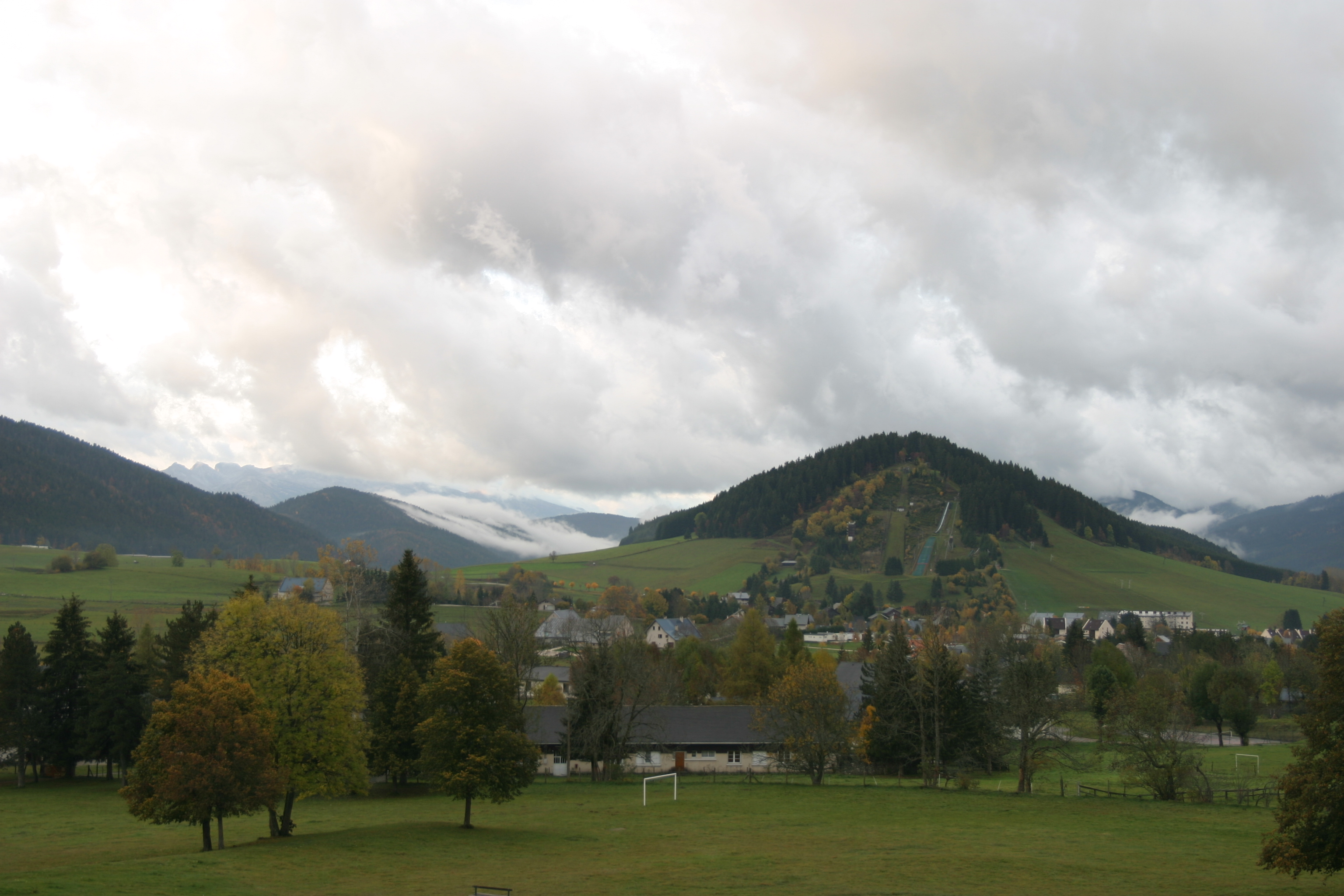
Les tremplins vus de loin.

- les tremplins des Jeux olympiques d'hiver de Grenoble 1968. Ces tremplins, toujours en activité, représentent une longue tradition locale de saut à skis (premiers concours de ski en 1911). Aujourd'hui, les tremplins de 90 m, 56 m et 20 m sont équipés pour être utilisés hiver comme été et accueillent de nombreuses compétitions nationales et internationales. Vous trouverez une table d'orientation au sommet du tremplin de 90 m.

## Politique et administration

### Administration municipale

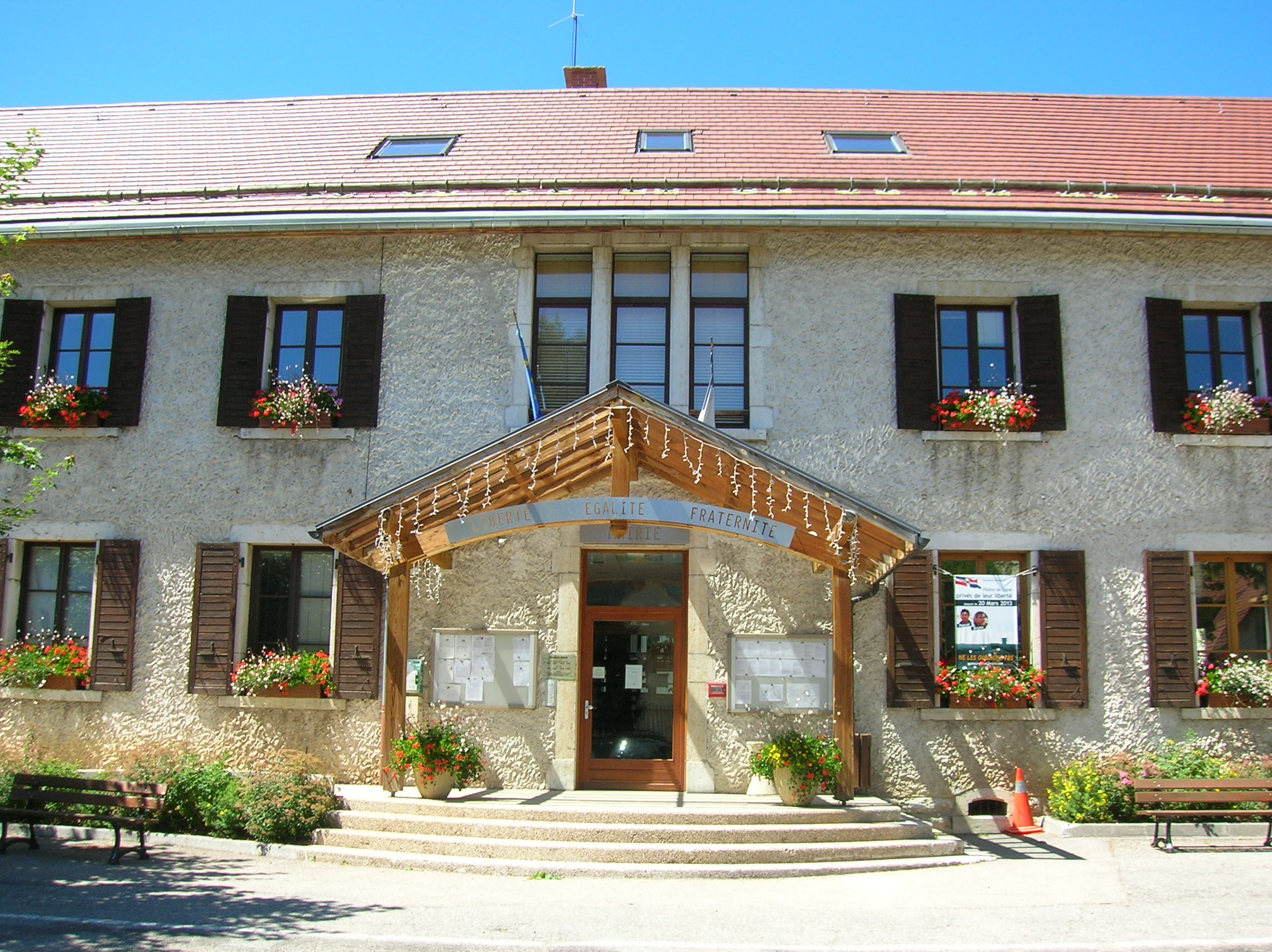
La mairie.

| Période | Période       | Identité                      | Étiquette   | Qualité                                    |
| ------- | ------------- | ----------------------------- | ----------- | ------------------------------------------ |
| 1801    | 1816          | Louis Ronin                   |             |                                            |
| 1816    | 1819          | Joseph David                  |             |                                            |
| 1819    | 1831          | Benoît Bertrand               |             |                                            |
| 1831    | 1834          | Claude Belle                  |             |                                            |
| 1834    | 1840          | Jean Louis Brunet             |             |                                            |
| 1840    | 1842          | Louis Brunet                  |             |                                            |
| 1842    | 1848          | Jean Bertrand                 |             |                                            |
| 1848    | 1865          | Louis Brunet                  |             |                                            |
| 1865    | 1875          | Jean-Baptiste Julien-Bertrand | Républicain | Conseiller général (1871-1875)             |
| 1875    | 1884          | Émile Baudrand                | Républicain |                                            |
| 1884    | 1888          | Jean Faure                    |             |                                            |
| 1888    | 1892          | François Gamond               |             |                                            |
| 1892    | 1900          | Léonce-Émile Durand-Savoyat   | Républicain | Député (1885-1889) et Sénateur (1891-1903) |
| 1900    | 1915          | Louis Roux-Dauphiné           |             |                                            |
| 1977    | 1983          | Gilbert Michel                | DVG         |                                            |
| 1983    | 2008          | Jean Faure                    | UMP         | Sénateur (1983-2011)                       |
| 2008    | 2014          | Gabriel Tatin                 | PS          |                                            |
| 2014    | décembre 2015 | Thierry Gamot                 | UMP         |                                            |

| Période      | Période  | Identité      | Étiquette | Qualité |
| ------------ | -------- | ------------- | --------- | ------- |
| janvier 2016 | En cours | Thierry Gamot | SE        |         |

### Services publics
La commune dispose des services suivants :
- un office de tourisme ;
- un centre de première intervention ;
- un centre d'entretien routier du conseil général de l'Isère[15].

### Environnement
En raison de ses efforts pour la qualité de son environnement nocturne, la commune a été labellisée « Village une étoile 2015 ». Le label est décerné par l'Association nationale pour la protection du ciel et de l'environnement nocturnes (ANPCEN) et compte 5 échelons. Un panneau, disposé aux entrées du village, indique cette distinction.

## Démographie

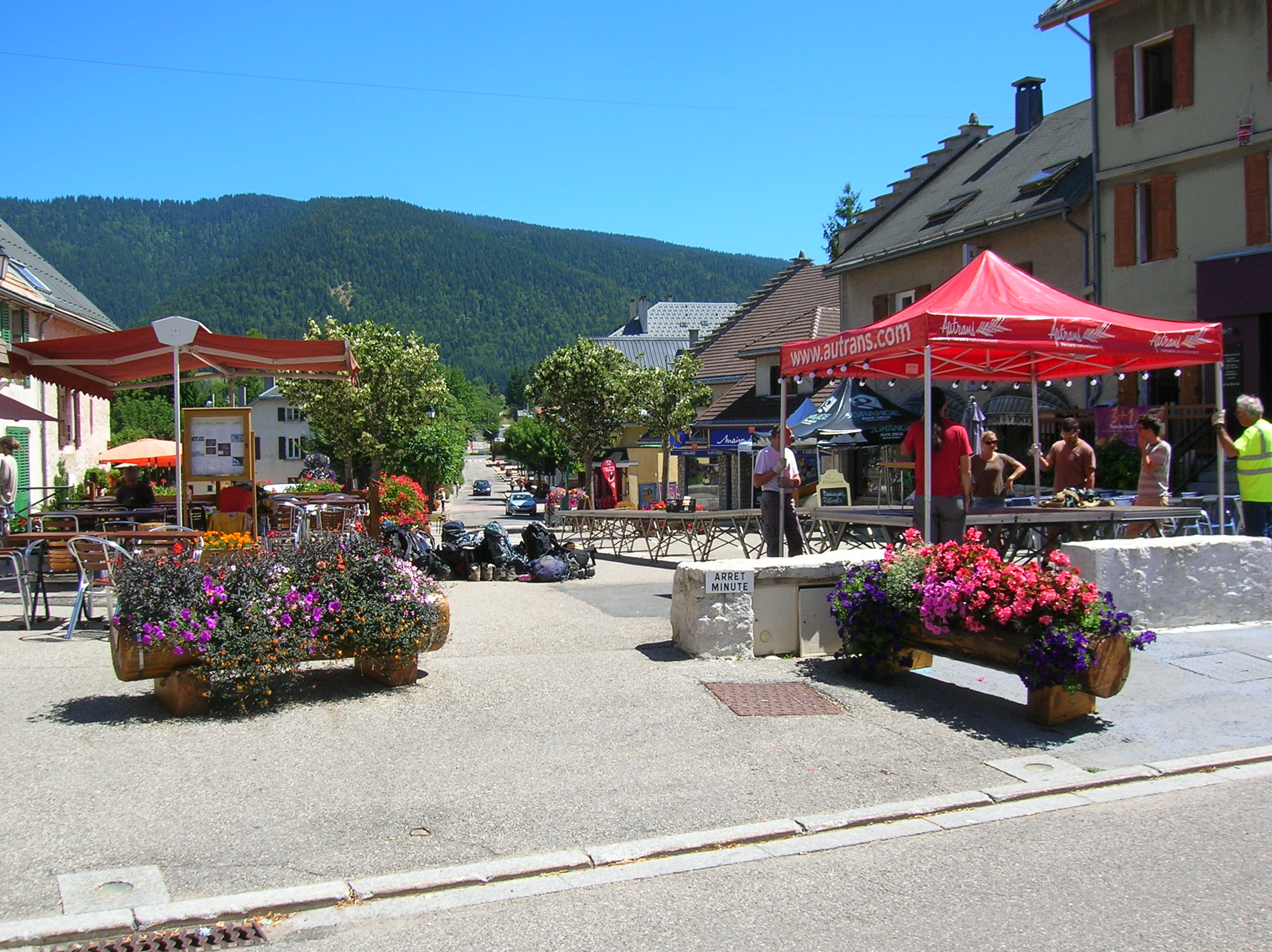
Le centre du village en été vers 15h. La majorité des touristes est à la montagne, une fête est en préparation pour la soirée.

### Évolution démographique
L'évolution du nombre d'habitants est connue à travers les recensements de la population effectués dans la commune depuis 1793. À partir du 1er janvier 2009, les populations légales des communes sont publiées annuellement dans le cadre d'un recensement qui repose désormais sur une collecte d'information annuelle, concernant successivement tous les territoires communaux au cours d'une période de cinq ans. 
Pour les communes de moins de 10 000 habitants, une enquête de recensement portant sur toute la population est réalisée tous les cinq ans, les populations légales des années intermédiaires étant quant à elles estimées par interpolation ou extrapolation. Pour la commune, le premier recensement exhaustif entrant dans le cadre du nouveau dispositif a été réalisé en 2008,.
En 2013, la commune comptait 1 616 habitants, en évolution de −3,87 % par rapport à 2008 (Isère : +3,89 %, France hors Mayotte : +2,49 %).
| 1793  | 1800  | 1806  | 1821  | 1831  | 1836  | 1841  | 1846  | 1851  |
| ----- | ----- | ----- | ----- | ----- | ----- | ----- | ----- | ----- |
| 1 001 | 1 100 | 1 103 | 1 047 | 1 107 | 1 117 | 1 181 | 1 219 | 1 290 |

| 1856  | 1861  | 1866  | 1872  | 1876  | 1881  | 1886 | 1891  | 1896 |
| ----- | ----- | ----- | ----- | ----- | ----- | ---- | ----- | ---- |
| 1 201 | 1 204 | 1 173 | 1 118 | 1 092 | 1 071 | 999  | 1 000 | 961  |

| 1901 | 1906 | 1911 | 1921 | 1926 | 1931 | 1936 | 1946  | 1954  |
| ---- | ---- | ---- | ---- | ---- | ---- | ---- | ----- | ----- |
| 946  | 926  | 901  | 801  | 808  | 890  | 857  | 1 114 | 1 359 |

| 1962 | 1968 | 1975  | 1982  | 1990  | 1999  | 2008  | 2013  | - |
| ---- | ---- | ----- | ----- | ----- | ----- | ----- | ----- | - |
| 980  | 988  | 1 330 | 1 370 | 1 406 | 1 541 | 1 681 | 1 616 | - |

### Pyramide des âges
La population de la commune est relativement âgée. Le taux de personnes d'un âge supérieur à 60 ans (22,8 %) est en effet supérieur au taux national (21,6 %) et au taux départemental (19,5 %).
Contrairement aux répartitions nationale et départementale, la population masculine de la commune est supérieure à la population féminine (51,7 % contre 48,4 % au niveau national et 49,2 % au niveau départemental).
La répartition de la population de la commune par tranches d'âge est, en 2007, la suivante :
- 51,7 % d’hommes (0 à 14 ans = 20,3 %, 15 à 29 ans = 17,5 %, 30 à 44 ans = 18,7 %, 45 à 59 ans = 21,2 %, plus de 60 ans = 22,3 %) ;
- 48,3 % de femmes (0 à 14 ans = 19,3 %, 15 à 29 ans = 14,2 %, 30 à 44 ans = 19,7 %, 45 à 59 ans = 23,5 %, plus de 60 ans = 23,3 %).

| Hommes | Classe d’âge | Femmes |
| ------ | ------------ | ------ |
| 0,3    | 90 ans ou +  | 0,9    |
| 7,8    | 75 à 89 ans  | 8,1    |
| 14,2   | 60 à 74 ans  | 14,3   |
| 21,2   | 45 à 59 ans  | 23,5   |
| 18,7   | 30 à 44 ans  | 19,7   |
| 17,5   | 15 à 29 ans  | 14,2   |
| 20,3   | 0 à 14 ans   | 19,3   |

| Hommes | Classe d’âge | Femmes |
| ------ | ------------ | ------ |
| 0,3    | 90 ans ou +  | 0,9    |
| 5,2    | 75 à 89 ans  | 7,9    |
| 12,0   | 60 à 74 ans  | 12,7   |
| 19,6   | 45 à 59 ans  | 19,6   |
| 21,8   | 30 à 44 ans  | 21,0   |
| 20,7   | 15 à 29 ans  | 19,2   |
| 20,4   | 0 à 14 ans   | 18,6   |

### Enseignement
La commune possède :
- une école maternelle publique ;
- une école primaire publique.

### Équipements sportifs

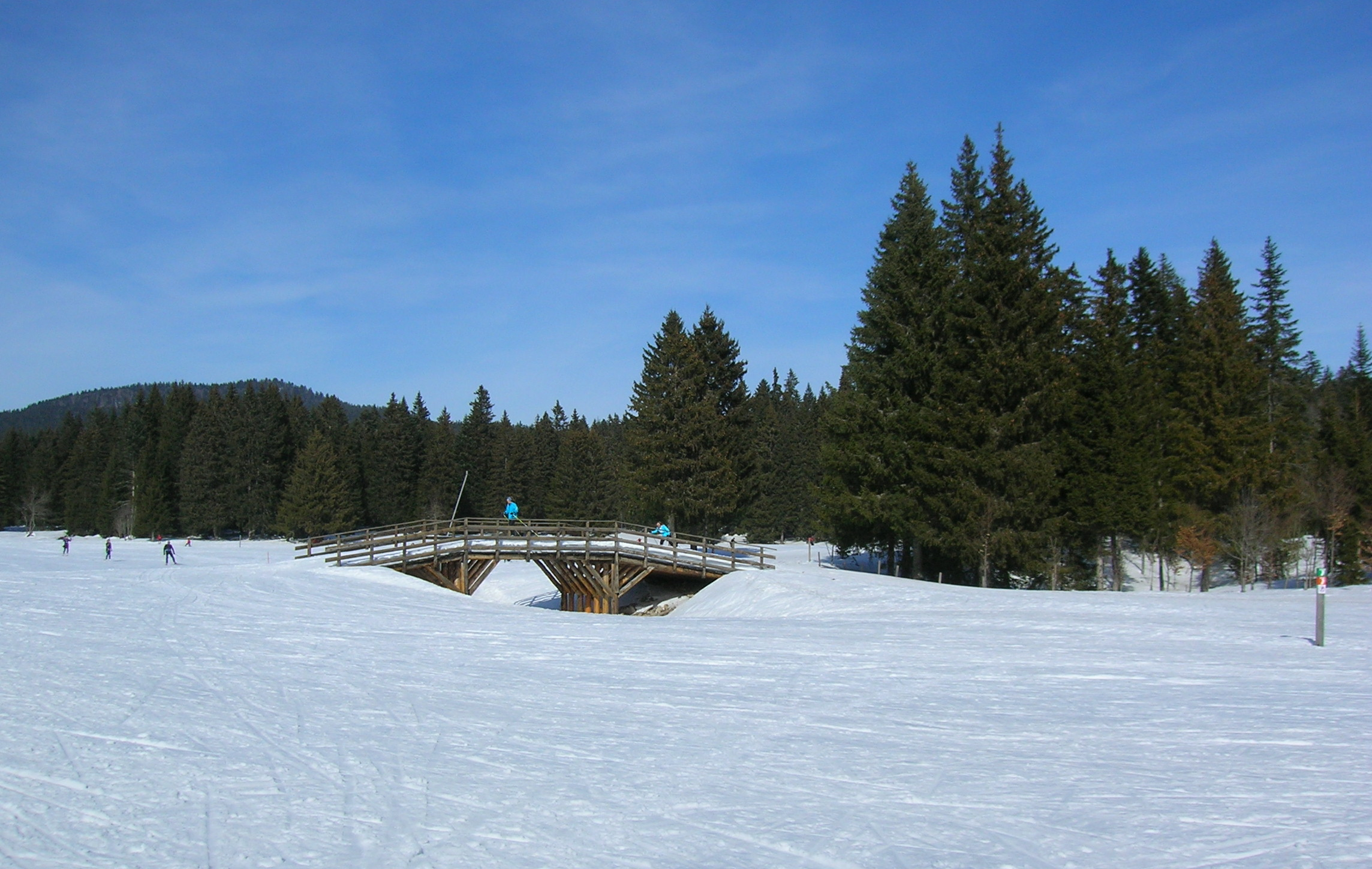
Domaine nordique de Gève.

- Domaine skiable alpin, grand domaine de la Sure.
- Domaine skiable nordique « Autrans », ski de fond, raquette, capitale française nordique.
- Ouverture d'une luge 4 saisons sur le site du Claret en janvier 2017[24].

### Le domaine de Gève
Le plateau de Gève, situé à 1 300 m d'altitude a fait la réputation internationale d'Autrans. Situé au nord du Massif du Vercors, les conditions d'enneigement restent exceptionnelles. Le site possède 18 canon à neige. Ce domaine est accessible en voiture et en navettes gratuites pour tous les possesseurs d'un forfait ski de fond valable sur la station d'Autrans.

### Événements sportifs
- La Foulée blanche

Chaque année, depuis 1979, au mois de janvier, le village d'Autrans accueille la Foulée blanche, course de ski de fond à laquelle participent près de 5 000 sportifs ou amateurs.

### Événements culturels
- Les Rencontres internet d'Autrans : Événement annuel consacré à l'appréhension de l'Internet de demain, les Rencontres d'Autrans, initiées en 1997, se sont déroulées chaque année, au mois de janvier, jusqu'en 2012.
- Vercors Music Festival.

### Jumelages
- Lillehammer (Norvège) depuis 1990[27]
- Puilboreau (France)[réf. nécessaire]

## Économie
- Économie essentiellement touristique.

Le tourisme du début du siècle à Autrans était axé essentiellement sur le climatisme, ainsi la station accueillait de nombreux enfants qui avaient des problèmes de santé et plus particulièrement respiratoires.
Tourisme lié aux sports d'hiver.

### Agriculture
- Au début des années 1900, Autrans comptait près de 130 exploitations agricoles. Aujourd'hui, 17 exploitations agricoles dont 13 exploitations laitières se partagent le territoire d'Autrans. La production laitière du Vercors est transformée en Bleu du Vercors-Sassenage AOC, en Col Vert, Brique, Saint Marcellin. Autrans compte aussi des exploitations bovines pour la viande et une exploitation produisant des pigeons qui se retrouvent dans les assiettes des plus grands restaurants. Tous les ans, le 1er weekend de mai, l'opération « Prenez la clé des champs » permet de visiter les fermes du plateau du Vercors et de découvrir leur production.

- Économie forestière

## Culture et patrimoine
- Tremplins olympiques

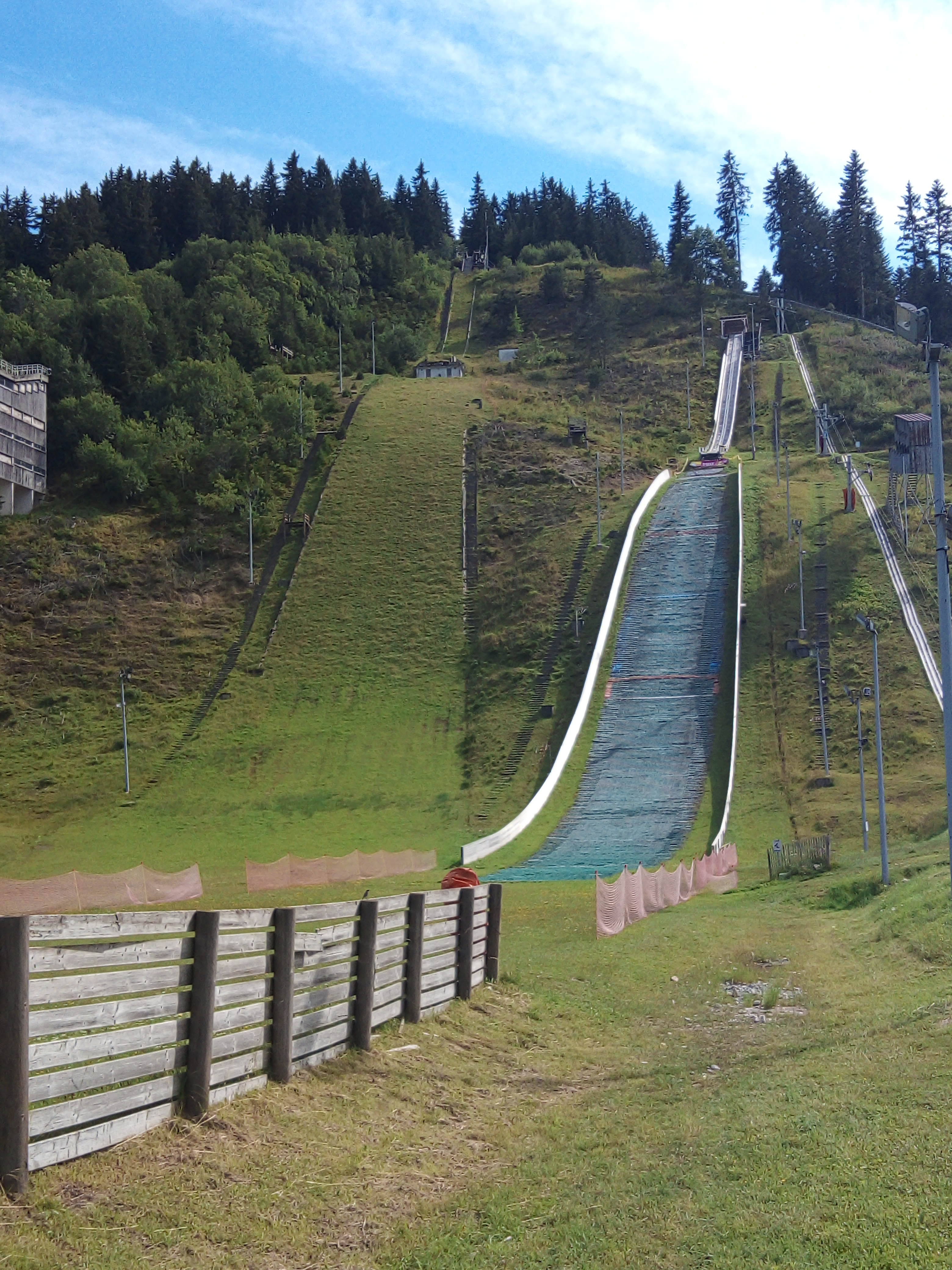
Les tremplins de saut à ski

- Monument aux Jeux olympiques d'hiver de 1968
- La fontaine de Place de la fontaine.
- Le monument aux morts, dans la place de la mairie
- L'ancre en place de la mairie
- Les maisons traditionnelles du VercorsLe manoir aux Lauzes

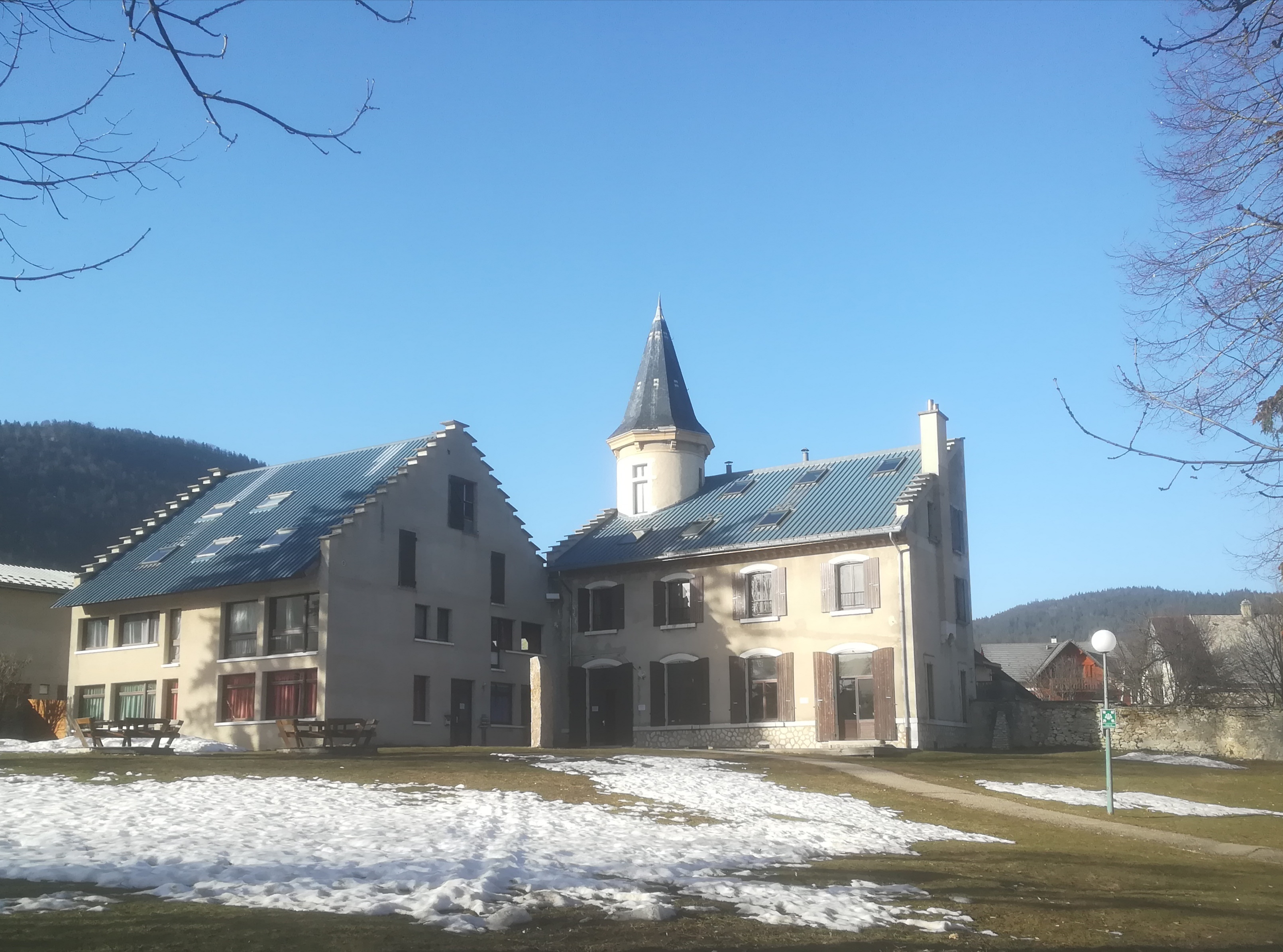
Le manoir aux Lauzes

- Le manoir aux Lauzes, à Andrevière
- La route de la Molière et le tunnel du Mortier construits à l'occasion des Jeux olympiques d'hiver de 1968

### Patrimoine architectural
- Église romane :

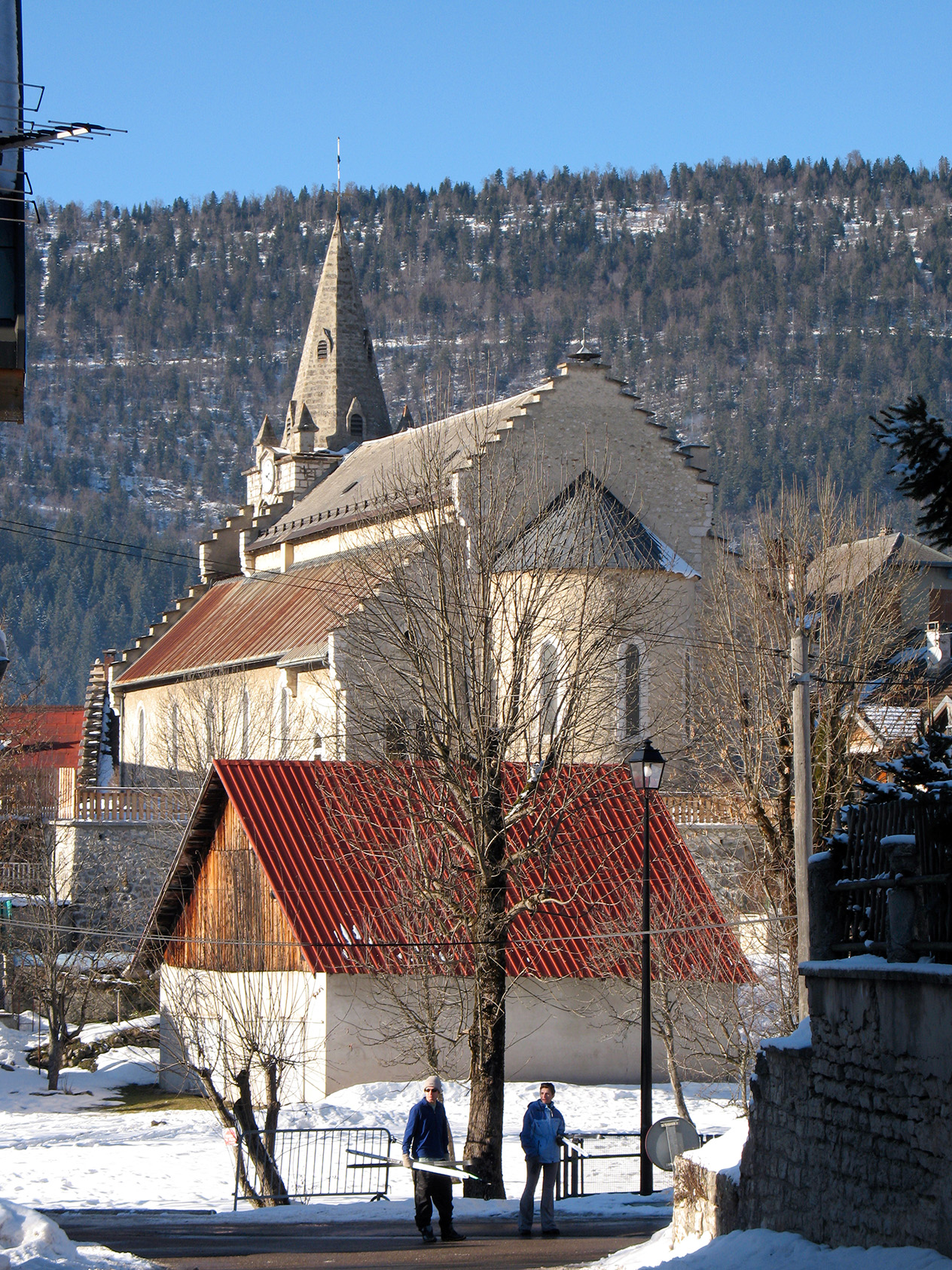
L'église Saint-Nicolas vue depuis le chevet.

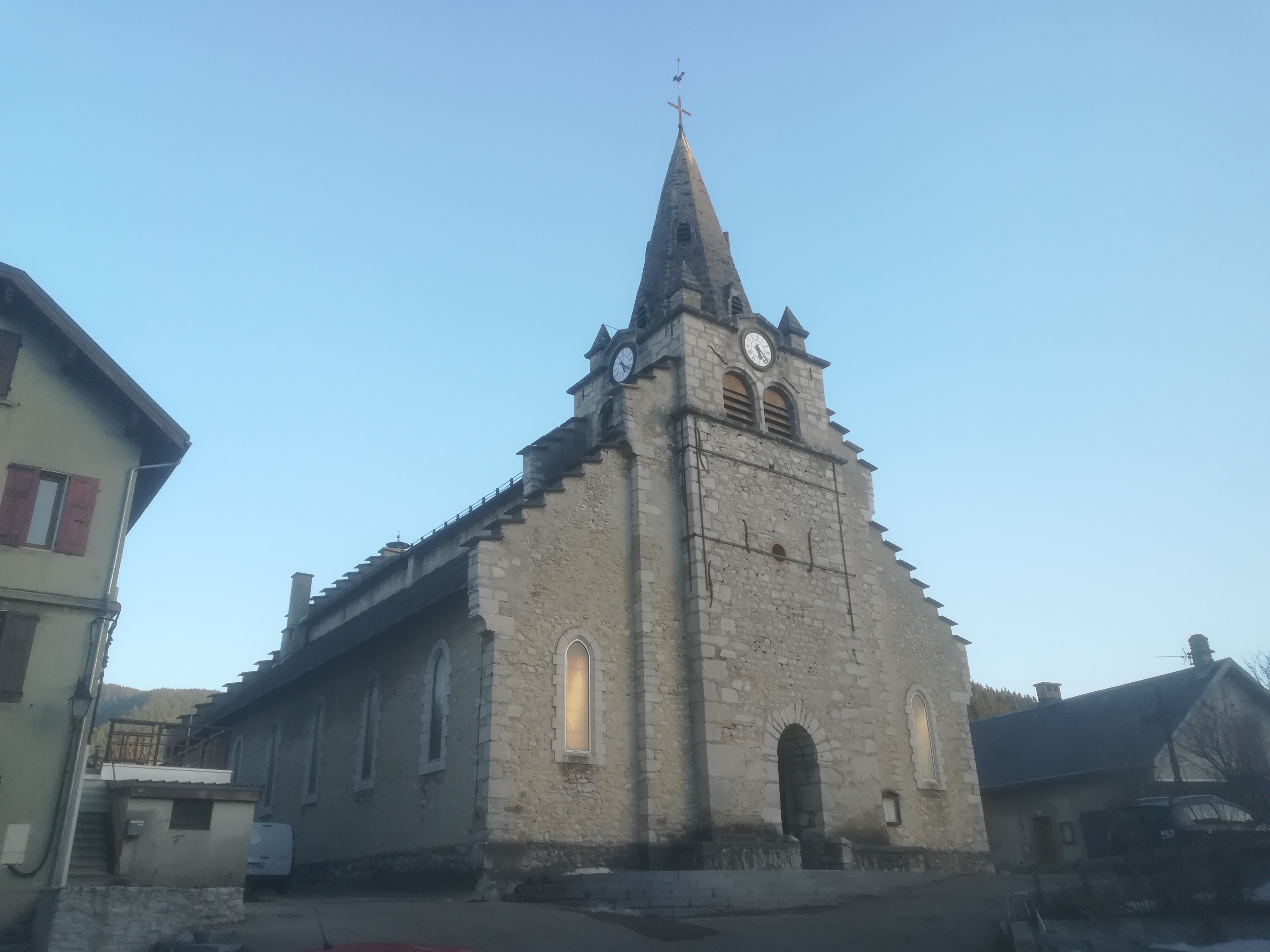
Façade de l'église Saint-Nicolas.

L'église Saint-Nicolas est située au centre du village, sur une butte afin que tous les Autranais puissent la voir. L'église date des XIe et XIVe siècles, elle a été reconstruite en 1876, rénovée en 1952 et à l'intérieur au début des années 2000. Elle est dotée d'un orgue qui sort des ateliers de Dominique Promonet à Rives sur Fure, don du curé. Seul le clocher peut prétendre être du Moyen Âge (XIIe et XIIIe siècles), sa flèche de pierre daterait des XVIIe et XVIIIe siècles, le chœur et la nef du bâtiment sont de 1875.
- ' architecture contemporaine '

Un élément particulier du patrimoine moderne est constitué par le préventorium  actuellement reconverti en centre de vacances de L'Escandille. Décidé en 1936, et confié à l'architecte Pierre Myssard, sa construction a été entreprise par une entreprise de Lyon (Petit et Monget) pour une ouverture en 1936, donnant lieu à un 2e prix de Rome pour son architecture. Il était conçu pour accueillir 200 enfants présentant des primo-infections mais en principe non contagieux, pour un traitement de 9 mois en se basant sur l'effet du soleil, de l'absence de pollution atmosphérique, la suralimentation et le repos, à défaut de traitement médicamenteux. Son activité a été maximum  après la Seconde Guerre mondiale mais a chuté dans les années 1970, devenant un institut médico-pédagogique, avant sa transformation en 1987 en centre de vacances.

### Patrimoine archéologique
Le territoire d'Autrans abrite trois sites : la motte castrale dite "du château" et les maisons fortes de Malatan et de la Tour. De ces trois sites ne subsistent que les buttes dites castrales que l'on aperçoit, aujourd'hui encore, dans le paysage.
- La Motte du château

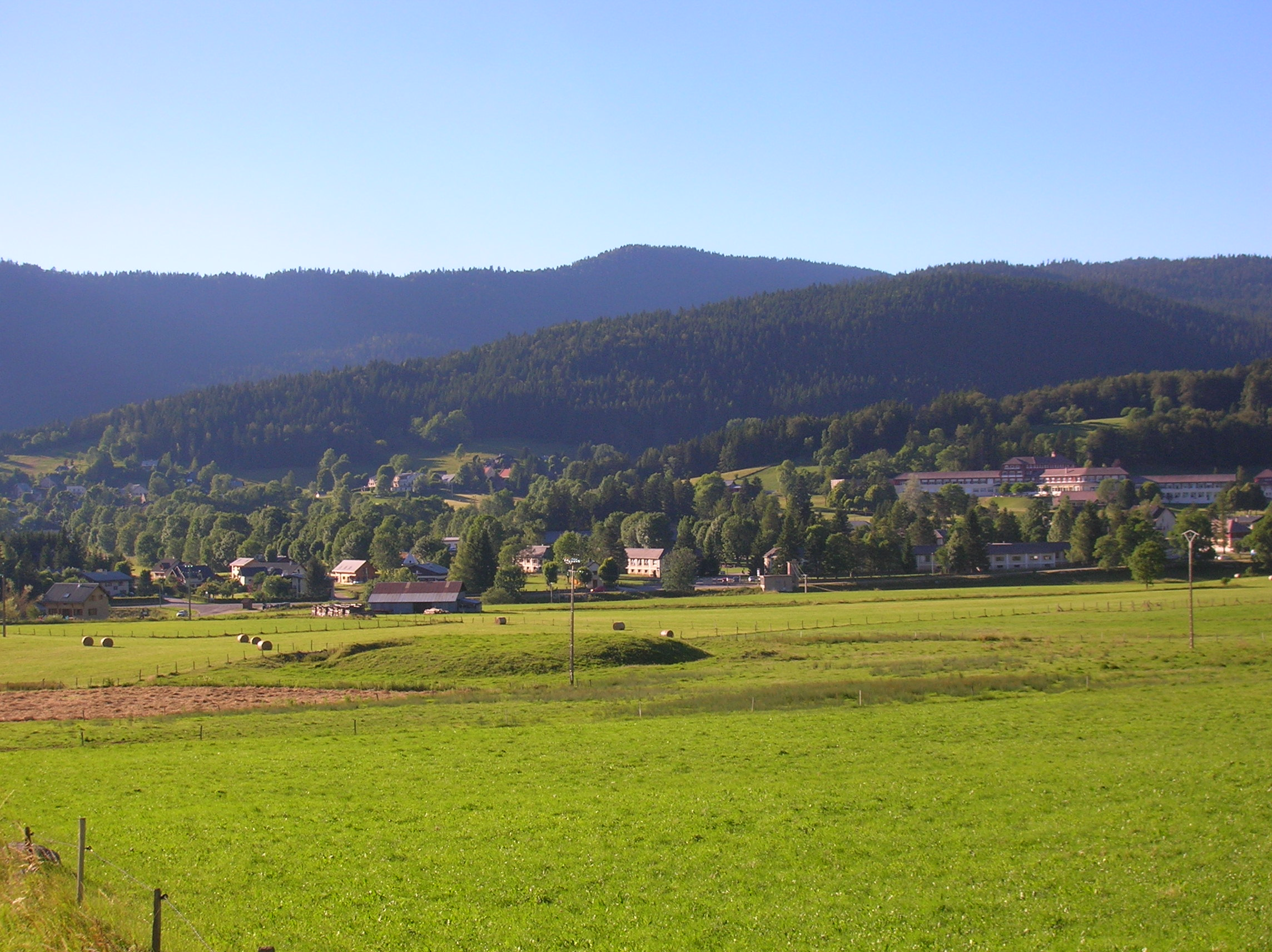
La Motte au lieu-dit Château.

Ce site est situé à environ 1 km à l'est de l'église d'Autrans sur un vallum morainique. Un bâtiment en torchis était situé sur cette motte aux environs du XIe siècle. Un panneau indique le site le long du Chemin du patrimoine.
- Malatan

Ce site, caractérisé par une plate-forme quadrangulaire, est situé à environ à 300 m au sud-est du site précédent et correspond à une ancienne maison forte, datant probablement du XIVe siècle.
- La Tour

Ce site est situé à environ 250 m au nord-ouest du hameau d'Andrevières et les fouilles ont permis d'identifier les restes d'une tour ronde datant vraisemblablement du XIIe siècle. Elle faisait partie de la maison forte sur la motte de la Tour.

### Patrimoine naturel
- Le plateau de la Molière et du Sornin, espace naturel sensible et site Natura 2000[33]

### Patrimoine souterrain
- La grotte de la Ture

La grotte de la Ture se situe près du hameau de Naves. Elle est utilisée aujourd’hui pour l'initiation à la spéléologie ou pour la simple découverte d'un monde souterrain car son parcours reste assez simple.

### Espaces verts et fleurissement
En mars 2017, la commune confirme le niveau « une fleur » au concours des villes et villages fleuris, ce label récompense le fleurissement de la commune au titre de l'année 2016.

### Personnalités liées à la commune
- - Léonce-Émile Durand-Savoyat, ancien maire d'Autrans, député et sénateur de l'Isère.
  - Jean Faure, ancien maire d'Autrans, sénateur de l'Isère.
  - Jean-Guillaume Béatrix, biathlète français.
  - Patrick Arnaud, biathlète français, entraineur de l'équipe de France militaire de biathlon.
  - Jacques Gaillard, sauteur à ski français, entraîneur de saut à ski et de combiné nordique.
  - Jordann Perret, joueur de hockey sur glace français.